# Jelena Antonova (roddare)
Jelena Petrovna Antonova (ryska: Елена Петровна Антонова), född den 21 augusti 1952 i Tasjkent i Uzbekistan, är en sovjetisk roddare.
Hon tog OS-brons i singelsculler i samband med de olympiska roddtävlingarna 1976 i Montréal.